# Baroniet Marselisborg
Baroniet Marselisborg var et dansk baroni, som første gang blev oprettet i 1684, men  på hovedgården Marselisborg af det danske kongehus, med Constantin Marselis som den første baron. Baroniet blev dog ophævet få år senere, da Constantin døde barnløs i 1699 og blev først oprettet igen den 17. september 1772, hvor Christian Rudolph Philip Gersdorff blev udnævnt til baron for Baroniet Marselisborg.. Christian Carl Nikolaj Gersdorff fik 7. april 1805 lov til at sælge baroniet til baron Güldencrone, og for pengene blev der oprettet fideikommisser til familien.
Baroniets jorde omfattede det tidligere gods Havreballegårds jorde, heriblandt Marselisborgkvarteret og Marselisborgskovene. Ved Aarhus Kommunes opkøb i 1896 for 1.183.750 kroner og 70 øre, omfattede Baroniet Marselisborg tilsyneladende 66 tønder hartkorn fra ca. 1200 tønder land ager, eng og skov, hvilket svarer til ca. 662 hektar i det moderne SI-system. En del af jordene er senere blevet brugt til etableringen af Marselisborg Slot i 1899 og Mindeparken i 1925, som eksempler på nogle af de mere kendte lokaliteter i vores tid. 

## Besiddere af lenet
(listen er ikke komplet)
- (1680-1699) Constantin Marselis
- (1699) Kronen
- (1699-1719) Ulrik Christian Gyldenløve
- (1719-1770) Frederik Danneskiold-Samsøe
- (1770-1772) Kronen
- (1772-1800) Christian Rudolph Philip Gersdorff
- (1800-1802) Nicolaus Maximilian Gersdorff
- (1802-1805) Christian Carl Nikolaj Gersdorff
- (1805) Christian Frederik Güldencrone
- (1805-1821) Frederik Julius Christian Güldencrone
- (-) Kronen
- (1896) Overgår til Århus Kommune